# 온도 (일본 민요)
온도(일본어: 音頭)는 일본 민요의 악곡형식의 일종이다.
온도(音頭)는 원래 ‘소리-머리’라는 뜻으로, 불교음악에서 처음으로 독창을 하는 자, 혹은 아악(궁중음악)에서 각 악기의 메인 연주자를 가리킨 말이다. 그 의미로부터 리더적 행동을 취하는 것을 “온도를 맡는다”라고 한다.
민요의 일종으로서 온도는 예로부터 존재한 형식인데, 곡의 주요 부분을 부르는 독창자가 있고, 창화자가 제창하는 식의 메기고 받는 형식을 말한다. 이 때 메기는 소리를 독창하는 사람을 온도라고 불렀으며, 이러한 악곡 자체를 “온도”라고 부르게 되었다. 온도 형식을 사용하는 악곡은 봉오도리 등 창화자를 맡을 대중이 많이 모이는 축제에서 이용되는 경우가 많다. 온도 형태의 악곡은 그 지역 전승을 담은 것이 일본 각지에서 전승되어 「치치부 온도」, 「아키타 온도」, 「카와치 온도」, 「에슈 온도」 등의 명칭이 붙었다.
이후 레코드 보급에 의해 청취의 대상이 되었는데, 청취 대상으로서의 온도는 흔히 엔카로 분류된다. 현재 친숙한 온도에는 순수 민요보다 메이지 말기부터 쇼와 초기에 유포된 가요민요가 많다. 도쿄 온도, 탄코부시 등이 이에 속한다.
또한 학교 교육의 일환인 전교댄스(全校ダンス)로서 소위 포크댄스와 함께 온도에 맞추어 춤을 추는 것이 이루어지고 있는데, 이렇게 젊은 층을 대상으로 한 온도가 지금도 작곡되고 있다. 가령 팝 음악을 조합한 나이아가라 온도(오타키 에이이치 작곡) 등이 있다.